# Satz von Maekawa
Der Satz von Maekawa ist ein mathematischer Satz über Origami.

## Aussage
Die Aussage des Satzes von Maekawa bezieht sich auf flach gefaltete Figuren, deren Falten in ungefaltetem Zustand in einem Zentrum zusammenlaufen. Man teilt alle Falten einer solchen flach gefalteten Figur in Bergfalten (im Folgenden mit {\displaystyle M} bezeichnet, von englisch "mountain" = Berg) und Talfalten (im Folgenden mit {\displaystyle V} bezeichnet, von englisch "valley" = Tal) ein. Diese Einteilung kann auf zwei Arten und Weisen geschehen: Entweder man betrachtet die Falten mit nach außen zeigenden Winkeln als Bergfalten und die Falten mit nach innen zeigenden Winkeln als Talfalten, oder umgekehrt.
Betrachtet man die Falten mit nach außen zeigenden Winkeln als Bergfalten, so besagt der Satz von Maekawa:
{\displaystyle M-V=2}
Im anderen Fall besagt er:
{\displaystyle M-V=-2}

### Folgerung
In beiden Fällen gilt:
{\displaystyle |M-V|=2}
Damit ist {\displaystyle M-V} durch zwei teilbar, also durch Addition von {\displaystyle 2\cdot V} auch {\displaystyle M+V=n}, wobei {\displaystyle n} die Gesamtzahl an Falten ist. Damit ist die Gesamtzahl der Falten gerade.

## Beweisidee
Man wählt zunächst die Bergfalten als diejenigen Falten, die nach außen zeigen, d. h., sie haben einen Innenwinkel von {\displaystyle 0^{\circ }} (da die Figur flach gefaltet ist). Sei {\displaystyle n=M+V} die Gesamtzahl der Falten der Figur. Fasst man die vom Zentrum, bei dem sich alle Falten treffen, entfernte Seite als Polygon mit {\displaystyle n} Ecken auf, sodass jede Ecke einer Falte entspricht, so gilt: Die Summe der Innenwinkel dieses Polygons ist gleich {\displaystyle (n-2)\cdot 180^{\circ }}. Hat man aber die Bergfalten als nach außen zeigende Winkel gewählt, so sind die Talfalten nach innen zeigende Winkel, haben also einen Innenwinkel von {\displaystyle 360^{\circ }} (da die Figur flach gefaltet ist). Damit ist die Innenwinkelsumme auch gleich {\displaystyle 0^{\circ }\cdot M+360^{\circ }\cdot V}. Da die Innenwinkelsumme nicht zwei verschiedene Werte annehmen kann, gilt also {\displaystyle 0^{\circ }\cdot M+360^{\circ }\cdot V=(n-2)\cdot 180^{\circ }=(M+V-2)\cdot 180^{\circ }}. Daraus folgt durch Äquivalenzumformungen: {\displaystyle M-V=2}.
Falls man Bergfalten und Talfalten umgekehrt definiert, tauschen {\displaystyle M} und {\displaystyle V} die Rollen: {\displaystyle V-M=2\Leftrightarrow M-V=-2}.